# L'âge des ténèbres
A A Era da Inocência (Brasil) / A Era dos Ignorantes (Portugal) é uma comédia do premiado diretor canadense Denys Arcand (“As Invasões Bárbaras” , “O Declínio do Império Americano".

## Sinopse
Em seus sonhos um homem se vê como uma grande estrela, mas na vida real é desprezado por sua família e perseguido pelo chefe. Jean-Marc encontra salvação em suas próprias fantasias, que transformam sua medíocre existência em sucessivos momentos de glória inspirados em aventuras da Idade Média.Em casa, sua mulher está muito ocupada para prestar atenção nele e seus filhos adolescentes não lhe dão a mínima. A tentação de seguir vivendo em sua terra de sonhos é muito grande, mas Jean-Marc decide se dar uma última chance no mundo real.

## Elenco
- Marc Labrèche (Jean-Marc LeBlanc)
- Diane Kruger (Véronica Star)
- Sylvie Léonard (Sylvie Cormier-LeBlanc)
- Caroline Néron (Carole Bigras-Bourque)
- Rufus Wainwright (Príncipe)
- Macha Grenon (Béatrice de Savoie)
- Emma de Caunes (Karine Tendance)
- Didier Lucien (William Chérubin)